# Рудолф Вецер
Рудолф 'Руди' Вецер (17. март 1901 — 13. април 1993) био је румунски фудбалер и менаџер. Био је капитен и тренер тима заједно са Октавом Лучидеом, под управом Константина Радулескуа из прве румунске екипе која је учествовала на ФИФА-ином светском купу. Био је јеврејске националности. Његова браћа Стефан и Јоан такође су били фудбалери.

## Каријера
У клупском фудбалу Вецер је играо за Јувентус из Букурешта (који је био румунски државни првак у сезони 1929–1930), заједно са колегама из репрезентације Фоглом и Рафинским. Двадесетих година 20. века играо је за Униреју из Темишвара (појавио се, док је био са њима, на Олимпијским играма 1924.) и Чинезул, пре него што је наставио даље. Његови последњи мечеви за Румунију (одиграни док је играо за Рипенсију) били су 1932. Последњи меч који је играо је био пораз од Бугарске у Београду Иначе је играо за БСК Београд, ФК Ујпешт, ФК Хијерес, ИЛСА Темишвар и Крајован Крајову. Играјући у Мађарској, користио је име Рудолф Ведер, у Србији Рудолф Вечер.
Када је БСК 1924. довео Вецера заједно са још једним Румуном, Дезидерију Лакијем, у свој тим, постали су први страни професионалци који су играли у Србији.

## Репрезентативна каријера
Током ФИФА Светског купа 1930. Вецер је постао капитен и тренер тима Румуније, заједно са Октавом Лучидеом, под управом Константина Радулескуа. Ово је била Радулескуова одлука у недељама пре турнира. У мају 1930. године Румуни су изгубили Куп краља Александра (двојац) од Југославије у Београду. У то време Емерих Фогл је био капитен екипе. Вецер је враћен у састав две недеље касније за пријатељску утакмицу против Грчке у Букурешту. Ова одлука пожњела је знатне награде и за Радулескуа и за Вецера, јер је Вецер постигао 5 голова у победи свог тима од 8-1. Румунија је на турниру била груписана са Уругвајем и Перуом, поразивши Перуанце 3:1 пре него што је изгубила од коначних победника и домаћина 4:0. Друга од ових утакмица одржана је на Стадиону Сентенарио у Монтевидеу.
Вецер је био врло добар стрелац за Румунију. Он и Бодола били су два најбоља стрелца у (првом) издању Балканског купа 1929–1931 (који је победила Румунија). Само на том турниру постигли су по 7 голова за своју земљу.
Вецер је укупно 17 пута играо за Румунију постигавши 13 голова.

## Тренерска каријера
Након пензионисања као фудбалер, Вецер је постао тренер. 1958. године, током чистке владајуће националне странке против „ревизионизма и буржоаске идеологије, недисциплине и дескриптивних анархичних елемената“, Вецер је подлегао наредби која му забрањује „напуштање колектива у коме је био ангажован без оправданог разлога, под казном да је протеран из тренерског корпуса.”